# Catocala agrippina
Catocala agrippina là một loài bướm đêm thuộc họ Erebidae. Nó được tìm thấy ở miền nam New Jersey phía nam đến Florida, phía tây đến Texas và miền đông Oklahoma và phía bắc đến miền nam Indiana.

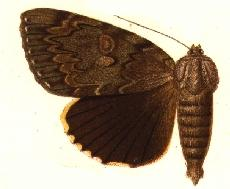
Hình minh họa

Sải cánh dài 75–85 mm. Con trưởng thành bay từ tháng 6 đến tháng 8 tùy theo địa điểm.
Ấu trùng ăn Carya cordiformis.